# Anolis wermuthi
Espèce
Synonymes
- Norops wermuthi Köhler & Obermeier, 1998

Anolis wermuthi est une espèce de sauriens de la famille des Dactyloidae. 

## Répartition
Cette espèce est endémique du centre du Nicaragua.

## Étymologie
Cette espèce est nommée en l'honneur de Heinz Wermuth (1918-2002).

## Publication originale
- Köhler & Obermeier, 1998 : A new species of anole of the Norops crassulus group from central Nicaragua (Reptilia : Sauria : Iguanidae). Senckenbergiana biologica, vol. 77, no 2, p. 127-137.